# Troglodytes ochraceus
El chochín ocráceo o soterrey ocroso (Troglodytes ochraceus) es una especie de ave paseriforme de la familia Troglodytidae endémica de América Central. Anteriormente se consideraba conespecífico del chochín montañés de Sudamérica.

## Descripción
El chochín ocráceo mide 9,5 cm de largo y pesa 9,5 g. Tiene un aspecto similar al chochín criollo, pero de tonos más vivos y anchas listas superciliares amarillentas. Sus partes son de color pardo y las inferiores anteadas, haciendo blanquecinas hacia el vientre. Los lados de su rostro son de color ocre amarillento. Los juveniles son similares pero con las listas superciliares más claras y moteado en las partes inferiores. Su llamada es un piiiw sueve, y su canto es una mezcla de trinos y silbidos.

## Distribución y hábitat
Se encuentra únicamente en las montañas de Costa Rica y Panamá. Cría en las montañas entre los 900 m y 2500 m de altitud, llegando a veces hasta los 3000 m en los bosques húmedos, y zonas semiabiertas como los límites del bosque, los bosques secundarios altos y las praderas.

## Comportamiento
Se alimentan principalmente de insectos arañas que picotean entre las ramas, los troncos y las masas de musgo, las epifitas y las lianas. Estos pájaros buscan alimento activamente entre la vegetación en pareja o grupos familiares, y también formando parte de bandadas mixtas de alimentación. 
Construye su nido en forma de cuenco entre las epifitas colgantes de las ramas entre los 5–15 m metros de altura. Los huevos son incubados solo por la hembra durante dos semanas, y los polluelos dejan el nido aproximadamente en otras dos.